# ناحیه ادامز، بخش هاتن، میشیگان
ناحیه ادامز، بخش هاتن، میشیگان (به انگلیسی: Adams Township, Houghton County, Michigan) در ایالات متحده آمریکا است که در میشیگان واقع شده‌است.

## خصوصیات
ناحیه ادامز ۱۲۳٫۶ کیلومترمربع مساحت و ۲٬۷۴۷ نفر جمعیت دارد و ۴۴۱ متر بالاتر از سطح دریا واقع شده‌است.